# Jane Henriot
Pour les articles homonymes, voir Henriot.
Jane Henriot est une comédienne française, née Jeanne Angèle Grossin le 28 avril 1878 dans le 9e arrondissement de Paris, 21 rue de La Tour-d'Auvergne, et morte dans l'incendie de la Comédie-Française le 8 mars 1900 dans le 1er arrondissement de Paris.

## Biographie
La petite Jeanne était la fille naturelle de Henriette Marie Alphonsine Grossin, une comédienne connue en son temps sous le nom de Madame Henriot, dont Jeanne devenue Jane prit le pseudonyme pour monter sur les planches. Auguste Renoir a peint plusieurs portraits de Madame Henriot, et Jeanne à peine âgée d'une douzaine d'années servit elle-même de modèle au peintre pour sa Fillette au chapeau bleu.
Entrée au Conservatoire d'art dramatique de Paris, elle obtint un premier accessit de tragédie en 1898, et fut engagée comme pensionnaire à la Comédie-Française l'année suivante.
Elle fit ses débuts le 8 juillet 1899, dans le rôle de Myrtha de La Douceur de croire de Jacques Normand, puis joua successivement, Sylvette des Romanesques, Hippolyte de L'Étourdi, Bertrade de Grisélidis, Lucile du Dépit amoureux, Isabelle du Légataire universel, Lucinde du Médecin malgré lui, Céphise d'Andromaque, Juliette de Diane de lys, et enfin Zaïre de Bajazet qu'elle a joué à partir du 1er mars 1900.

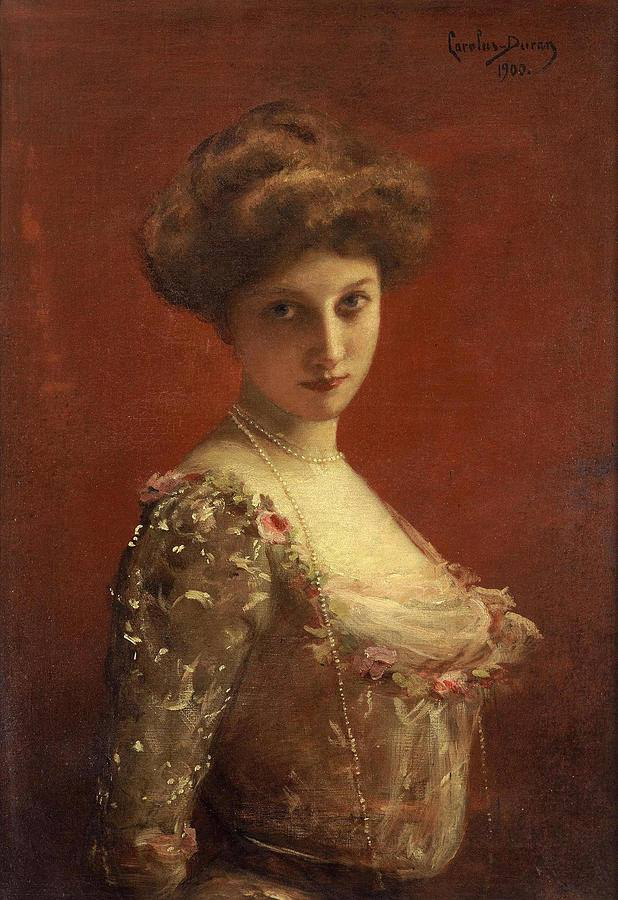
Portrait de l'actrice Jane Henriot
Carolus-Duran, 1900
Musée de la Comédie française

Le 8 mars 1900, quelques minutes avant midi, Jane Henriot venait de monter dans sa loge située au quatrième étage, quand le feu éclata au théâtre. Son habilleuse qui avait une meilleure connaissance des lieux, put trouver une issue et gagner une fenêtre, mais la pauvre Jane, elle, perdit la tête. Mary Marquet a raconté que, sur le point de sortir du brasier, Jane Henriot est repartie affronter les flammes pour retrouver son petit chien qui était un cadeau de Le Bargy avec qui elle venait de vivre une douloureuse rupture…

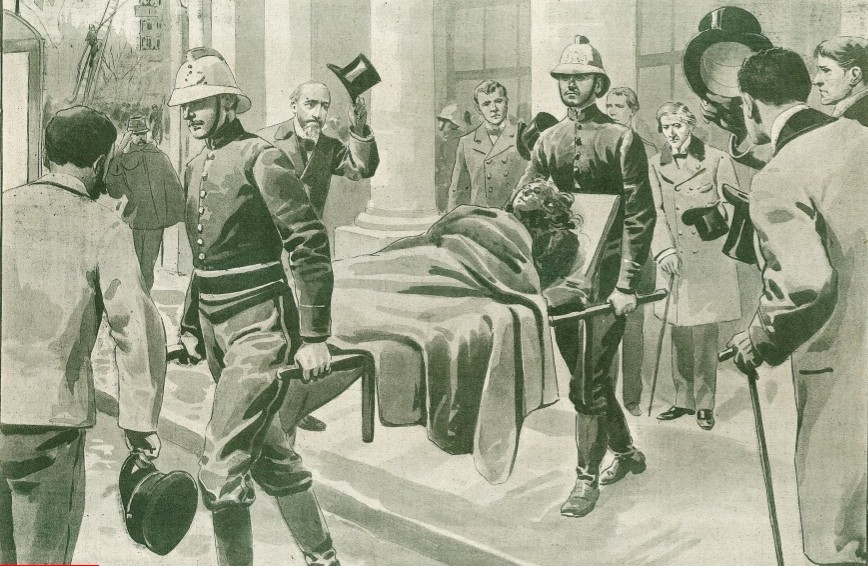
« L’incendie de la Comédie française - le corps de Mlle Jane Henriot transporté à la morgue » (dimanche 18 mars 1900)

Toujours est-il qu'elle s'égara dans les couloirs et bloquée par la fumée, elle succomba asphyxiée. On retrouva son corps méconnaissable, la figure noircie, les cheveux brûlés, les traits convulsés. Tandis qu'on l'emportait à la morgue, Mme Henriot sa mère, réclamait sa fille à grands cris.
Le surlendemain, une foule nombreuse se pressait à ses obsèques, et lorsque le convoi traversa Paris, de l'église Saint-Honoré-d'Eylau au cimetière Montmartre, son dernier public saluait tristement le cercueil de Jane qui disparaissait sous les fleurs.

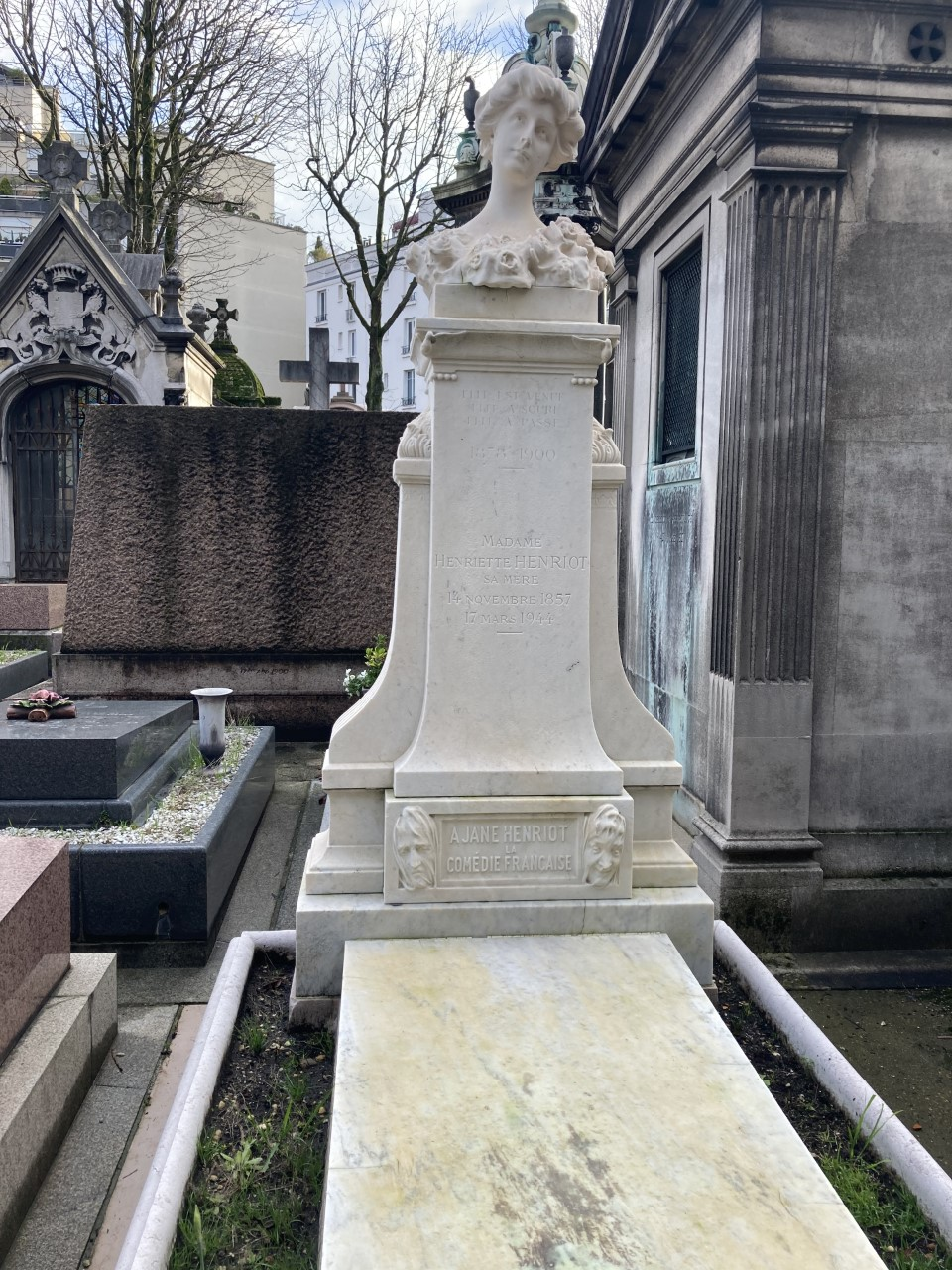
Tombe de Jane Henriot et de sa mère au cimetière de Passy (division 15).

Au mois de mai suivant, la concession d'un terrain au cimetière de Passy fut accordée par la préfecture de la Seine. Ce terrain, qui mesure 2,80 m, est situé dans la partie gauche du cimetière. Le transfert du corps y eut lieu le 27 juin 1900 (division 15). Un an plus tard, le 8 mars 1901, un service commémoratif fut célébré à Saint-Roch. Puis ses amis se rendirent sur sa tombe où fut découvert le buste sculpté par Denys Puech, surmontant un monument en marbre blanc dû à l'architecte Marcel Dourgnon.
On a gravé sur le socle ces mots : « À Jane Henriot, la Comédie-Française ». Avec cette inscription empruntée à un article d'Émile Faguet :
... Elle est venue,

Elle a souri,

Elle a passé !...